# 4238 Audrey
För andra betydelser, se Audrey.
4238 Audrey eller 1980 GF är en asteroid i huvudbältet som upptäcktes den 13 april 1980 av den tjeckiske astronomen Antonín Mrkos vid Kleť-observatoriet i Tjeckien. Den är uppkallad efter den brittiska skådespelerskan Audrey Hepburn.
Asteroiden har en diameter på ungefär 5 kilometer.